# Petrivente
Petrivente è un comune dell'Ungheria di 412 abitanti (dati 2001). È situato nella contea di Zala.